# ريان ترافيس
ريان ترافيس (بالإنجليزية: Ryan Travis)‏ هو لاعب كرة قدم أمريكية أمريكي، ولد في 18 يناير 1989 في ماسيلون في الولايات المتحدة.

## وصلات خارجية
- ريان ترافيس على موقع مرجع كرة القدم المحترفة.كوم (الإنجليزية)